# Jewell County
Jewell County ist ein County im Bundesstaat Kansas der Vereinigten Staaten. Das U.S. Census Bureau hat bei der Volkszählung 2020 eine Einwohnerzahl von 2932 ermittelt.
Der Verwaltungssitz (County Seat) ist Mankato. Das County gehört zu den Dry Countys, was bedeutet, dass der Verkauf von Alkohol eingeschränkt oder verboten ist.

## Geographie
Das County liegt im Norden von Kansas, grenzt an Nebraska und hat eine Fläche von 3791 Quadratkilometern, wovon 14 Quadratkilometer Wasserfläche sind. Es grenzt in Kansas im Uhrzeigersinn an folgende Countys: Republic County, Cloud County, Mitchell County, Osborne County und Smith County.

## Geschichte
Jewell County wurde am 26. Februar 1887 gebildet. Benannt wurde es nach Lewis R. Jewell, einem Offizier im Amerikanischen Bürgerkrieg, der bei der Schlacht von Cane Hill in Arkansas tödlich verwundet wurde.
6 Bauwerke des Countys sind im National Register of Historic Places eingetragen (Stand 30. August 2017).

## Demografische Daten

Alterspyramide des Jewell County

Nach der Volkszählung im Jahr 2000 lebten im Jewell County 3791 Menschen. Davon wohnten 45 Personen in Sammelunterkünften, die anderen Einwohner lebten in 1695 Haushalten und 1098 Familien. Die Bevölkerungsdichte betrug 2 Einwohner pro Quadratkilometer. Ethnisch betrachtet setzte sich die Bevölkerung zusammen aus 98,79 Prozent Weißen, 0,03 Prozent Afroamerikanern, 0,34 Prozent amerikanischen Ureinwohnern, 0,05 Prozent Asiaten, 0,03 Prozent Bewohnern aus dem pazifischen Inselraum und 0,05 Prozent aus anderen ethnischen Gruppen; 0,71 Prozent stammten von zwei oder mehr Ethnien ab. 0,71 Prozent der Bevölkerung waren spanischer oder lateinamerikanischer Abstammung.
Von den 1695 Haushalten hatten 23,7 Prozent Kinder unter 18 Jahren, die mit ihnen gemeinsam lebten. 58,1 Prozent waren verheiratete, zusammenlebende Paare, 4,8 Prozent waren allein erziehende Mütter und 35,2 Prozent waren keine Familien. 32,4 Prozent aller Haushalte waren Singlehaushalte und in 18,1 Prozent lebten Menschen mit 65 Jahren oder darüber. Die Durchschnittshaushaltsgröße betrug 2,21 und die durchschnittliche Familiengröße betrug 2,80 Personen.
21,9 Prozent der Bevölkerung waren unter 18 Jahre alt. 4,4 Prozent zwischen 18 und 24 Jahre, 21,5 Prozent zwischen 25 und 44 Jahre, 26,2 Prozent zwischen 45 und 64 Jahre und 25,9 Prozent waren 65 Jahre alt oder älter. Das Durchschnittsalter betrug 46 Jahre. Auf 100 weibliche Personen kamen 97,9 männliche Personen. Auf 100 erwachsene Frauen ab 18 Jahren kamen 96,0 Männer.
Das jährliche Durchschnittseinkommen eines Haushalts betrug 30.538 USD, das Durchschnittseinkommen einer Familie betrug 36.953 USD. Männer hatten ein Durchschnittseinkommen von 24.821 USD, Frauen 18.170 USD. Das Prokopfeinkommen betrug 16.644 USD. 8,4 Prozent der Familien und 11,6 Prozent der Bevölkerung lebten unterhalb der Armutsgrenze.

## Orte im County
- Burr Oak
- Dentonia
- Dispatch
- Esbon
- Formoso
- Ionia
- Jewell
- Lovewell
- Mankato
- Montrose
- Northbranch
- Otego
- Randall
- Webber
- Wesley Center

Townships
- Allen Township
- Athens Township
- Browns Creek Township
- Buffalo Township
- Burr Oak Township
- Calvin Township
- Center Township
- Erving Township
- Esbon Township
- Grant Township
- Harrison Township
- Highland Township
- Holmwood Township
- Ionia Township
- Jackson Township
- Limestone Township
- Montana Township
- Odessa Township
- Prairie Township
- Richland Township
- Sinclair Township
- Vicksburg Township
- Walnut Township
- Washington Township
- White Mound Township